# قائمة المجازر في الأراضي الفلسطينية
المقالة عن قائمة بالمجازر التي حدثت في الأراضي الفلسطينية منذ عام 1967.
- المذابح التي حدثت في مقاطعة يهودا الرومانية قبل إنشاء مقاطعة سوريا فلسطين، انظر قائمة المجازر في يهودا الرومانية.
- المذابح التي حدثت قبل الانتداب البريطاني، انظر قائمة المجازر في الشام العثمانية.
- المجازر التي حدثت في الانتداب البريطاني على فلسطين، انظر قائمة المجازر في فلسطين الانتدابية.
- المذابح التي وقعت خلال حرب فلسطين عام 1948، انظر  قائمة المذابح التي نفذت خلال فترة حرب 1948.
- قائمة المجازر الإسرائيلية في فلسطين.

| الاسم                       | التاريخ        | الموقع    | الطرف المسؤول                       | حالات الوفاة | ملاحظات |
| --------------------------- | -------------- | --------- | ----------------------------------- | ------------ | --- |
| مذبحة الأقصى الأولى         | 8 أكتوبر1990   | القدس     | الجيش الإسرائيلي                    | 21           | اصيب 150 بجروح مختلفة واعتقال 270 شخصاً، تم إعاقة حركة سيارات الإسعاف وأصيب بعض الأطباء والممرضين أثناء تأدية واجبهم، ولم يتم إخلاء القتلى والجرحي إلا بعد 6 ساعات من بداية المذبحة. |
| مذبحة الحرم الإبراهيمي      | 25 فبراير 1994 | الخليل    | المستوطن الإسرائيلي باروخ جولدشتاين | 29           | قتل 29 مسلماً كانوا يؤدون الصلاة داخل الحرم الإبراهيمي وجرح 125 اخرون. |
| مجزرة مسجد إبراهيم المقادمة | 3 يناير 2009   | بيت لاهيا | سلاح الجو الإسرائيلي                | 16           | |
| هجوم إيتمار                 | 11 مارس 2011   | إيتمار    | فلسطينيان                           | 5            | قُتل 5 أشخاص من عائلة واحدة في منزلهم(الأبوين وثلاثة أطفال)، وقطع رأس أحد الأطفال.                                                                                                   |